# János Zichy

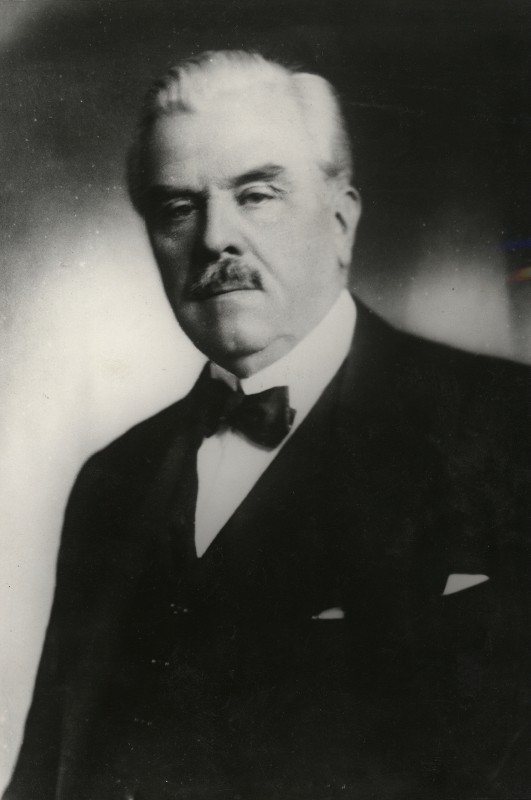
János Zichy

János Graf Zichy von Zich und Vázsonykeő (* 30. Mai 1868 in Nagyláng, Komitat Weißenburg; † 6. Januar 1944 in Soponya) war ein ungarischer Politiker und Minister.

## Leben
János Zichy entstammte einem der berühmtesten Adelsgeschlechter aus Ungarn, deren Ursprung sich bis ins 12. Jahrhundert zurückverfolgen lässt. Er wurde in Nagyláng (1936 zu Soponya) geboren und besuchte das Jesuitenkollegium in Kalksburg und das Zisterziensergymnasium in Székesfehérvár. Nach dem Jurastudium in Berlin und Budapest wurde er 1894 aufgrund der Erfolge Abgeordneter des Magnatenhauses, dem Oberhaus des ungarischen Reichstags. Ab 1893 war er als Mitglied der Katholischen Volkspartei für den Wahlbezirk Zurány (heute Zurndorf, Österreich) Mitglied des Abgeordnetenhauses. Von 1910 bis 1913 und erneut 1918 war er in den Kabinetten von Károly Khuen-Héderváry, László Lukács und Sándor Wekerle Minister für Kultus und Unterricht. Zur Zeit der Ungarischen Räterepublik beteiligte er sich in Wien an einer Gegenrevolution und war von 1922 bis zu seinem Tode erneut Parlamentsabgeordneter. In der Königsfrage drängte er auf die Wahl von Otto von Habsburg zum König von Ungarn, das zu dieser Zeit einen Reichsverweser (Königsstellvertreter) als Staatsoberhaupt hatte. Aufgrund seiner Bemühungen wurde ihm 1934 der Orden vom Goldenen Vlies verliehen.